# Carriçal
Carriçal est un village du Cap-Vert sur l’île de São Nicolau.

## Origine du nom
On trouve sur une carte de Jacques-Nicolas Bellin de 1747 le nom de Currissal pour désigner le village.

## Description
Le village est situé dans la zone est de l'île São Nicolau, à 8 km au sud-est de Juncalinho et 24 km à l'est de Ribeira Brava. Il s'agit du village le plus à l'est de l'île.
Il s'agit d'un des villages les plus pauvres et isolés de l'archipel. Les familles y élèvent des poules et des cochons. Le village est doté d'une conserverie. Celle-ci a été mise à l'arrêt à une date inconnue.